# Chalet Fontecha
El chalet Fontecha, también conocido como casa Fontecha, es un palacete de la ciudad española de Albacete. Su construcción data de principios del siglo XX y está catalogado como Bien de Interés Patrimonial.

## Descripción
Palacete ejemplo de la tipología arquitectónica y urbana que caracteriza las construcciones de tipo residencial del primer cuarto del siglo XX. Esta tipología de vivienda unifamiliar aislada o con una sola medianera fue característica de los solares que se encuentran en el área comprendida entre el denominado parque de Canalejas (actual Abelardo Sánchez) y sus inmediaciones, como el último tramo de la calle Tesifonte Gallego donde se ubica el inmueble objeto de la declaración.
El inmueble, obra de los arquitectos Julio Carrilero y Manuel Muñoz, según proyecto del año 1922, es el típico exponente de las construcciones residenciales, edificadas al compás del desarrollo social y económico de la sociedad burguesa albaceteña de principios del siglo XX.
Es un edificio de planta rectangular, situado en línea de fachada, en una parcela ajardinada, estrecha y profunda y exento, excepto en uno de sus laterales. Se desarrolla en cuatro niveles: planta semisótano, planta baja, planta principal y planta de ático y cámara, con una superficie construida aproximada de 1.400 m². En planta baja, un vestíbulo de doble altura, en el que se sitúa la escalera principal que conduce a la planta superior, constituye el elemento distribuidor de todas las estancias del edificio. Es de destacar en este espacio su galería corrida de madera en voladizo sobre el vestíbulo y el artesonado que cubre esta estancia.
Exteriormente, frente a la composición simétrica de la fachada principal a la calle, destaca la composición libre de la fachada lateral, con vistas al jardín privado. La articulación entre los volúmenes que configuran ambas fachadas se realiza a través del torreón, elemento que adquiere especial relevancia tanto por su elevación sobre el resto del edificio, como por su tratamiento exterior, con sus paramentos con llagueado horizontal y cubierta de grandes aleros de teja cerámica vidriada, en color blanco y azul. La fachada principal a la calle Tesifonte Gallego, en la que se distinguen dos alturas y el zócalo del sótano, se desarrolla en un solo plano, de composición clásica, con disposición simétrica de los huecos y empleo de elementos arquitectónicos neo-renacentistas y elementos decorativos neo-barrocos.
La puerta principal, en forma de arco escarzano y clave fuertemente resaltada, está flanqueada por dos amplias ventanas, que reproducen dicha forma, donde destaca la rica rejería. Cabe destacar asimismo el zócalo y los huecos en forma de óculo de la planta sótano. En el mismo eje de la puerta, dos ménsulas sirven de soporte al balcón principal cuya puerta de acceso se remata con arco de medio punto y, sobre él, un frontón triangular que reproduce motivos decorativos neoclásicos. Los balcones laterales aparecen enmarcados por columnas jónicas que sustentan un friso sobre el que se apoya un tejadillo en voladizo con el mismo tipo de tejas cerámicas que el torreón anteriormente mencionado.
En la fachada lateral, orientada al mediodía y al jardín privado, se suceden los miradores o galerías y las terrazas. De esta manera, haciendo esquina con la fachada principal y articulando en planta baja ambas fachadas, sobresale una galería en la que se alternan los vanos con arco escarzano y las pilastras, sobre la que se desarrolla una amplia terraza con un antepecho calado con distintos motivos florales. Continúa la fachada lateral con un mirador de planta semicircular y, casi en la esquina opuesta, un pórtico por el que se accede al edificio desde el jardín, ascendiendo por una escalinata. Sobre las columnas jónicas y el entablamento que configuran tanto el mirador de planta semicircular como el pórtico, se sustentan sendas terrazas con su correspondiente balaustrada, la misma que se dispone en el balcón de la fachada principal.
Esta fachada lateral, también de dos alturas y zócalo, se remata, en su parte central, con un cuerpo, a modo de logia, adosado al cuerpo del torreón. Éste dispone en esta fachada de un hueco para la salida a la terraza principal, rematado con arco de medio punto y recercado mixtilíneo y, sobre él, un balcón semicircular con balaustrada al que se accede mediante un hueco coronado por un potente frontón triangular.
La fachada posterior, aunque dispone de una mejor perspectiva sobre el jardín, quizás por su orientación noroeste y por albergar las estancias secundarías de la edificación, se configura con un trazado más sencillo y despojado de ornamentación. En su composición, se evidencian los cuatro niveles del edificio, en primer lugar, el zócalo, que recoge los pequeños huecos de la planta semisótano, rematados con arcos escarzanos y, a continuación, en un mismo plano, el resto de la fachada, de modo que los huecos de mayor dimensión y proporción claramente vertical se corresponden con los huecos de planta baja y primera, y los huecos de pequeña dimensión y proporción horizontal se corresponden con la planta de ático. El número de huecos por planta es de cinco, todos con la misma anchura y en la misma vertical en todas las plantas, componiendo un alzado espartano pero correcto.
Se trata, en resumen, de un edificio singular para cuya construcción el arquitecto Julio Carrilero, uno de los más destacados del primer cuarto del siglo XX en Albacete, pudo inspirarse, según García-Saúco, en soluciones de tipo renacentista español, según un modelo muy común en la época, donde el renacimiento salmantino fue motivo de inspiración para otros artistas de estos años, repitiendo este edificio modelos que fueron corrientes, aunque menos historiados, por ejemplo, en los palacetes de la costa santanderina.
El 10 de abril de 2014 fue declarado Bien de Interés Patrimonial, con la categoría de Construcción de Interés Patrimonial, en una resolución publicada el día 24 de ese mismo mes en el Diario Oficial de Castilla-La Mancha.